# ITunes Live: London Festival '08 (Pendulum)
iTunes Live: London Festival '08 è il primo EP del gruppo musicale australiano Pendulum, pubblicato il 12 maggio 2008 dalla Warner Bros. Records.

## Tracce
1. Showdown (Live) – 5:47
2. Propane Nightmares (Live) – 6:02
3. Midnight Runner (Live) – 6:29
4. Mutiny (Live) – 4:39
5. The Other Side (Live) – 5:18
6. Granite (Live) – 4:56

## Formazione
- Rob Swire – voce, guitar synth, sintetizzatore
- Ben Mount – rapping
- Peredur ap Gwynedd – chitarra
- Gareth McGrillen – basso, cori
- Paul Kodish – batteria